# STEP UP feat.KREVA
STEP UP feat.KREVA（ステップ アップ フィーチャリング.クレバ）は、L-VOKALのメジャー2枚目のシングル。発売元はユニバーサルミュージックのレーベルPRIMARY COLOR RECORDZ。

## 解説
- 初のフィーチャリングゲストの名前が入ったシングルである。
- KREVAとのコラボの経緯は、2006年にリリースされたインディーズアルバム 『Laughin'』のWEB限定のボーナストラックでKICK THE CAN CREW（活動休止中）をディスしたことがあった。その後2007年秋頃にKREVAとクラブで偶然再会し、ディスしたことなどを話すうちに意気投合し、KREVAにコラボをオファーして曲を作る事が実現するに至った。
- 曲の完成後は、KREVAが出演した4月6日にZepp Osakaで行われた「SPRINGROOVE」にL-VOKALがゲスト参加し、「STEP UP feat.KREVA」が初披露された。
- JAMOSAとのコラボは、インディーズアルバム『Laughin'』以来となった。
- 発売日の6月18日はKREVAにとっては32歳の誕生日でもある。

## 収録曲
1. STEP UP feat.KREVA
作詞：KREVA、L-VOKAL / 作曲：KREVA、L-VOKAL、SONPUB
2. Smooth Operator feat.JAMOSA
作詞：JAMOSA、LAN、L-VOKAL / 作曲：JAMOSA、LAN、L-VOKAL、MAROC
3. FLOW 
作詞：L-VOKAL / 作曲：L-VOKAL、DOC-DEE
4. Carioca 
作詞：L-VOKAL / 作曲：L-VOKAL、1689